# Pantapin
Pantapin is een plaats in de regio Wheatbelt in West-Australië.

## Geschiedenis
Ten tijde van de Europese kolonisatie vormde de streek de grens tussen leefgebieden van de Balardong en Njakinjaki Nyungah.
In 1913 opende de spoorweg tussen Quairading en Nunagin (later Bruce Rock genoemd). Langs de spoorweg werd een nevenspoor aangelegd dat Ulakain heette, naar de nabijgelegen Ulakin Well. Een jaar later, in 1914, werd het dorp Ulakine er officieel gesticht. De plaatselijke bevolking vroeg in 1920 om de naam van het dorp te veranderen omdat te veel poststukken verloren gingen. Sinds 1921 heet het dorp officieel Pantapin. De naam is vermoedelijk Aboriginal van afkomst maar het is onduidelijk waarom voor die naam werd gekozen.
In 1916 opende een winkel waar men kon telefoneren en post ontvangen en verzenden. In 1920 werd de winkel in een nieuw houten gebouw, en in 1930 in een nieuw stenen gebouw, ondergebracht. Van 1921 tot 1924, toen het leerlingenaantal onvoldoende was, werd lesgegeven in een door de overheid voorzien klaslokaaltje.
Op 10 maart 1922 opende een gemeenschapszaal, de 'Pantapin Community Hall'. Van 1934 tot 1938, en van 1944 tot 1952, vond de school onderdak in de gemeenschapszaal. Daarna werd ze in een schooltgebouw, dat uit Dangin was overgebracht, ondergebracht. Vanaf 1962 werden de schoolkinderen per bus naar Quairading vervoerd en het schoolgebouw werd naar Bruce Rock verhuisd om er als kleuterschool te dienen. De gemeenschapszaal werd nog tot in de jaren 1970 voor danspartijen gebruikt. De belendende tennisterreinen werden nog tot midden de jaren 1980 bespeeld.

## Beschrijving
Pantapin maakt deel uit van het lokale bestuursgebied (LGA) Shire of Quairading, een landbouwdistrict met Quaraiding als hoofdplaats.
In 2021 telde Pantapin 25 inwoners, tegenover 141 in 2006.
De 'Pantapin Progress Association' onderhoudt de gemeenschapszaal uit 1922 zodat ze gehuurd kan worden.

## Transport
Pantapin ligt 191 kilometer ten oosten van de West-Australische hoofdstad Perth, 36 kilometer ten zuiden van het langs de Great Eastern Highway gelegen Kellerberrin en 26 kilometer ten oosten van Quairading, de hoofdplaats van het lokale bestuursgebied waarvan het deel uitmaakt.
De GE2 busdienst van Transwa tussen Perth en Esperance doet het nabijgelegen Quairading enkele keren per week aan.
De spoorweg die langs Pantapin loopt maakt deel uit van het goederenspoorwegnetwerk van Arc Infrastructure.

## Externe link

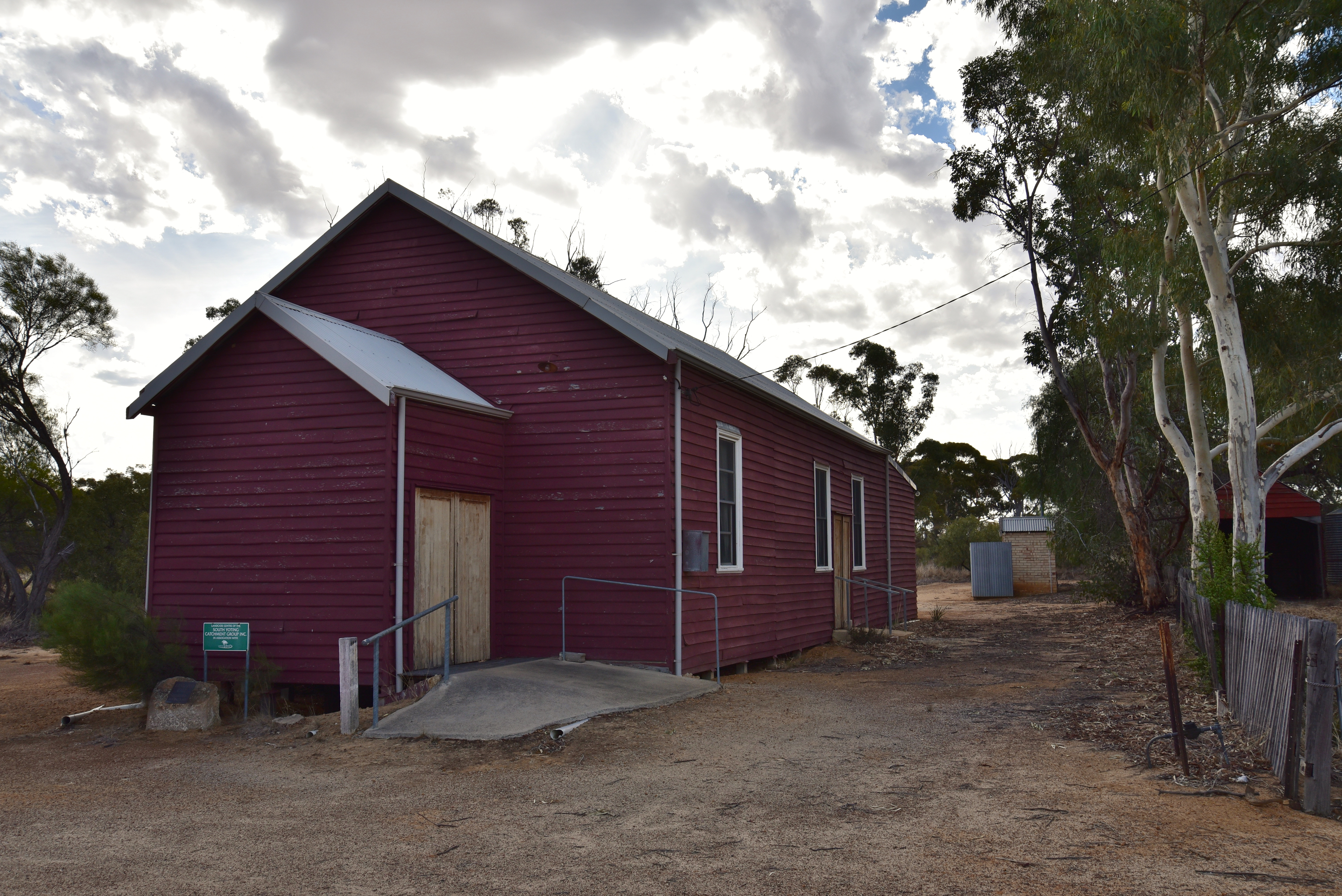
'Pantapin Community Hall'